# النا ریباکینا
النا ریباکینا (انگلیسی: Elena Rybakina؛ زادهٔ ۱۷ ژوئن ۱۹۹۹) تنیس‌باز زن اهل روسیه-قزاقستان است.